# Louise Duffield Cummings

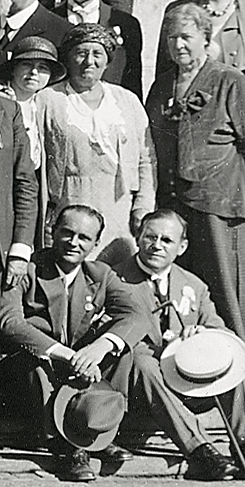
Louise Cummings (obere Reihe, rechts) auf dem Internationalen Mathematikkongress in Zürich 1932

Louise Duffield Cummings  (* 21. November 1870 in Hamilton, Ontario; † 9. Mai 1947) war eine kanadisch-US-amerikanische Mathematikerin und Hochschullehrerin.

## Leben
Cummings studierte nach dem Collegiate Institute in Hamilton an der University of Toronto, wo sie 1895 ihren Bachelor als Abschluss erhielt. Von 1895 bis 1896 studierte sie Mathematik bei Alfred Tennyson DeLury (1864–1951) an der University of Toronto, von 1896 bis 1897 mit einem Stipendium an der University of Pennsylvania, von 1897 bis 1898 an der University of Chicago und von 1898 bis 1900 am Bryn Mawr College. Danach unterrichtete sie am Ontario Normal College und am St. Margaret's College. 1905 und 1912–1913 kehrte sie an das Bryn Mawr College zurück. 1914 promovierte sie bei Charlotte Angas Scott am Bryn Mawr College in Reiner Mathematik und den Nebenfächern Angewandte Mathematik und Physik. Ihre Dissertation „On a method of comparison for triple systems“ wurde in den Transactions of the American Mathematical Society, Band 15 veröffentlicht. Sie wurde 1915 zur Assistenzprofessorin, 1919 zur außerordentlichen Professorin und 1927 zur ordentlichen Professorin befördert. Von 1902 bis zu ihrer Pensionierung 1936 lehrte sie an der mathematischen Fakultät des Vassar College. 1924 wurde sie in Toronto und 1932 in Zürich als Rednerin auf den Internationalen Mathematikkongress eingeladen.

## Veröffentlichungen (Auswahl)
- A note on the groups for triple-systems, Bull. Amer. Math. Soc. 19: S. 355–356, 1913
- On a method of comparison for triple systems, Trans. Amer. Math. Soc. 15: S. 311–327, 1914
- mit H. S. White: Groupless triad systems on fifteen elements, Bull. Amer. Math. Soc. 22: S. 12–16, 1915
- An undervalued Kirkman paper, Bull. Amer. Math. Soc. 24: 336–339, 1918
- The trains for the 36 groupless triad systems on 15 elements, Bull. Amer. Math. Soc. 25: S. 321–324, 1919
- A new type of double sextette closed under a binary (3,3) correspondence, Bull. Amer. Math. Soc. 31: S. 266–274, 1925
- Hexagonal systems of seven lines in a plane, Bull. Amer. Math. Soc. 38: S. 105–110, 1932
- On a method of comparison for straight-line nets, Bull. Amer. Math. Soc. 39: S. 411–416, 1933